# Jianguomen
Jianguomen (in cinese: 建国门站S, Jiànguómén zhànP) è una stazione della linea 1 e della linea 2 della metropolitana di Pechino.

## Storia

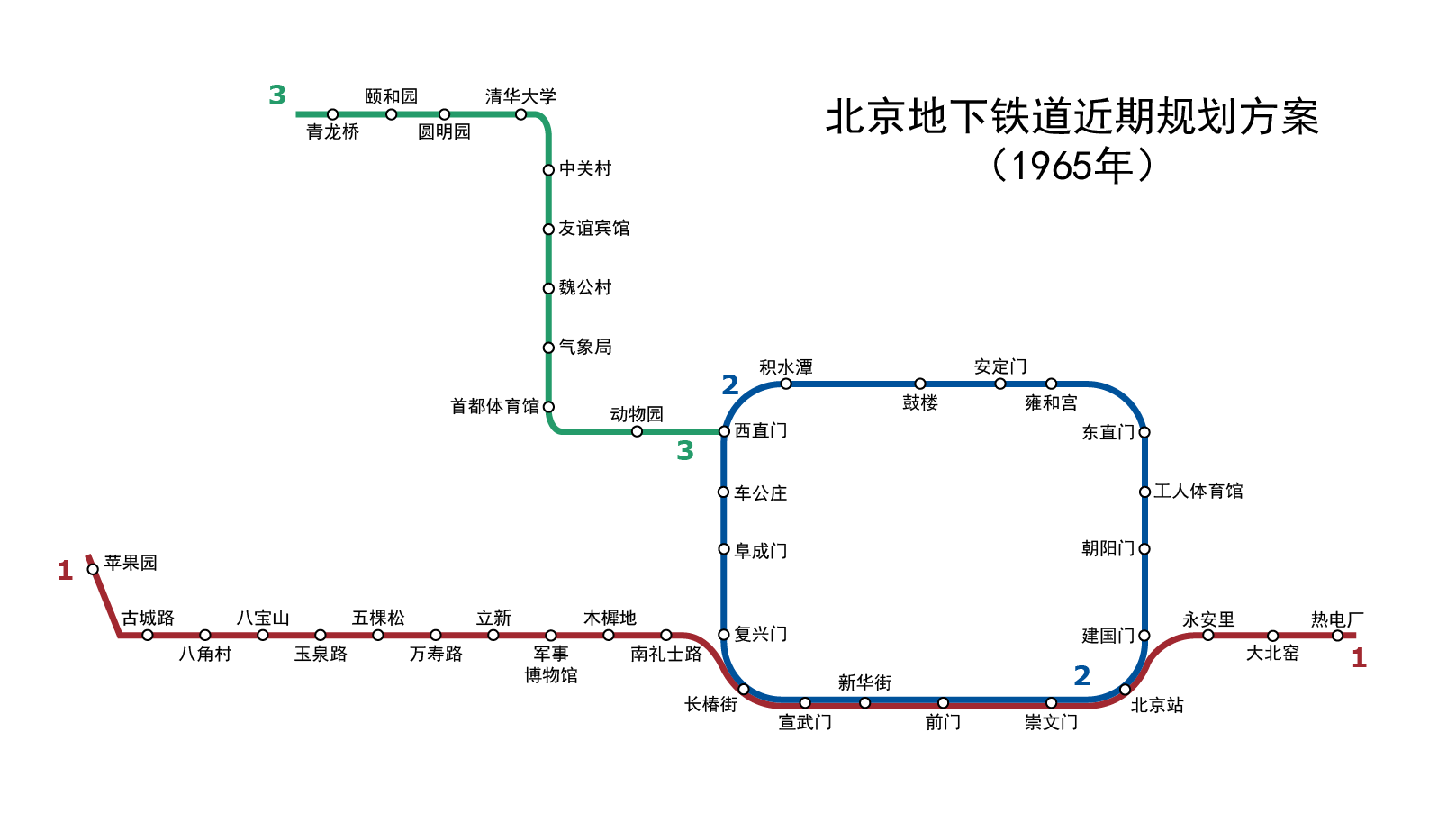
Progetto della metropolitana di Pechino al 1965. Il percorso rosso indica la linea 1, mentre quello blu la linea 2.

Nel 1965, il Comitato Centrale del Partito Comunista Cinese approvò il Rapporto sulla costruzione della metropolitana di Pechino, che definiva chiaramente il piano per realizzare le prime stazioni della metropolitana, tra cui la stazione di Jianguomen.
Il 15 gennaio 1971 aprì al pubblico la prima fase della metropolitana di Pechino, nella tratta tra la stazione di Gongzhufen e la stazione ferroviaria di Pechino centrale (oggi parte della linea 2). La stazione di Jianguomen non era stata inserita nei progetti della fase precedente, ma in quella definita "seconda fase della metropolitana di Pechino". Infatti, nel marzo successivo iniziarono i lavori di costruzione della stazione di Jianguomen, inserita appunto nella pianificazione della seconda fase della metropolitana di Pechino.
Il 19 settembre 1984, presso la stazione di Jianguomen, si tenne la cerimonia di inaugurazione della fase II della metropolitana e, il giorno successivo, il 20 settembre, la stazione fu ufficialmente aperta al pubblico, entrando in funzione come capolinea orientale della linea della seconda fase (oggi linea 2). La linea operava lungo il secondo anello ferroviario nella sua sezione occidentale, settentrionale e orientale con un percorso a forma di "ferro di cavallo" e copriva il tratto tra le stazioni di Fuxingmen e Jianguomen, con un totale di 12 fermate e una lunghezza di 16,1 km.
Il 20 ottobre 1986, la stazione di Jianguomen fu inclusa nella pianificazione della futura linea Fuba (oggi parte linea 1).
Il 15 dicembre 1987 è stata ufficialmente completata la linea circolare, collegando Jianguomen alla stazione di Pechino. Il 28 dicembre successivo la linea è entrata in funzione, trasformando Jianguomen da capolinea orientale della seconda fase della metropolitana di Pechino a stazione intermedia.
Il 14 agosto 1988 il Comitato municipale per la pianificazione urbana di Pechino presentò lo studio di fattibilità per il progetto della linea Fuba, prevendo un interscambio presso la stazione Jianguomen.
Nel gennaio 1991, il rapporto di fattibilità per la costruzione di una nuova linea Fuba venne approvato, confermando anche la stazione di Jianguomen.. I lavori di realizzazione della stazione iniziarono il 28 dicembre successivo e, circa 8 anni dopo, il 28 settembre 1999, la stazione di Jianguomen è stata aperta al traffico sulla linea Fuba, consentendo l'interscambio con l'altra linea.
In seguito le due linee sono state riorganizzate e ridefinite secondo la denominazione attuale. Il 28 giugno del 2000, la linea Fuba è stata unificata alla linea 1, mentre a partire dal 1° gennaio 2002 la seconda fase della metropolitana di Pechino è stata ufficialmente definita "linea 2".

## Origine del nome
Nel 1939, durante l’occupazione giapponese di Pechino, per costruire una cosiddetta zona industriale a est e una “Nuova Pechino” a ovest, venne demolito un tratto delle cinte murarie nei pressi degli attuali Jianguomen e Fuxingmen, creando così due varchi.
All’inizio degli anni ’40, il governo collaborazionista giapponese ipotizzò di dare un nome ufficiale a questi varchi, ribatezzando il varco orientale in Qiming. Successivamente, nel novembre del 1945, il nome Qiming venne cambiato ufficialmente in Jianguomen (lett. Porta della fondazione della nazione), anche se non fu mai costruita una vera porta in muratura. Nel 1969, durante i lavori per la metropolitana, Jianguomen fu demolita e nel 1977 venne costruito un cavalcavia sul sito originario.

## Posizione
La stazione di Jianguomen si trova al confine tra il distretto di Dongcheng e quello di Chaoyang, sotto il cavalcavia di Jianguomen, all’incrocio tra Jianguomen Inner Street e Jianguomen Outer Street (corrispondente all’asse est-ovest del Viale Chang'an) e Jianguomen North Street e Jianguomen South Street (corrispondente alla sezione orientale del secondo anello autostradale di Pechino). La stazione di Jianguomen della linea 2 è disposta in direzione nord-sud e attraversa l’incrocio, mentre la stazione della linea 1 è situata sul lato ovest dell’incrocio e segue un orientamento est-ovest.

## Struttura e impianti
La stazione di Jianguomen della linea 2 è una stazione sotterranea su tre livelli. Il primo piano interrato (B1) è il livello della biglietteria, che presenta tre uscite: l’atrio nord (uscita B) serve per l’entrata e l’uscita dalla stazione, mentre gli atrii nord (uscita A) e sud (uscita C) sono dedicati al cambio linea. L’atrio è collegato al secondo piano interrato da tre scale mobili e tre scale fisse. Il secondo piano interrato (B2) ospita la banchina della linea 2, di tipo a isola: sul lato est partono i treni in direzione Chaoyangmen, mentre sul lato ovest quelli verso la stazione di Pechino. Al centro della banchina si trova una scala che conduce al terzo piano interrato.
Anche la stazione della linea 1 si sviluppa su tre livelli sotterranei. Il primo piano interrato è destinato alla biglietteria, con le aree a pagamento situate nelle sezioni nord e sud dell’atrio, ciascuna collegata al secondo piano interrato da due gruppi di scale mobili. Il terzo piano interrato (B3) ospita la banchina, anch’essa di tipo a isola: sul lato nord fermano i treni diretti a Gucheng, mentre sul lato sud quelli diretti a Universal Resort.
La stazione presenta tre accessi, indicati con le lettere A, B e C. Gli ingressi B e C sono accessibili ai portatori di disabilità motorie.

## Servizi
La stazione dispone di:
- Accessibilità per portatori di handicap (solo ingressi B e C)
- Emettitrice automatica biglietti
- Ascensori
- Scale mobili
- Servizi igienici
- Sportello automatico
- Stazione video sorvegliata
- Ufficio polizia

### Orari

#### Linea 1
Il primo treno lascia la stazione di Jianguomen in direzione Universal Resort tutti i giorni alle 5:27, mentre l'ultimo che effettua tutta la tratta parte alle 23:29. Alcuni treni effettuano solo una parte della tratta della linea 1 − Batong, fermando alla stazione di Sihuidong, con l'ultimo treno che effettua servizio alle 00:11.
In direzione opposta, verso Gucheng, il primo treno effettua servizio alle 5:06 mentre l'ultimo alle 23:42.

#### Linea 2
Essendo una linea circolare, la linea 2 dispone di due percorsi concentrici che operano come segue:
- L'anello interno, da Jishuitan direzione Dongzhimen e Fuxingmen, con tratte ridotte che terminano a Xizhimen.
- L'anello esterno, da Xizhimen direzione Fuxingmen e Dongzhimen, con tratte ridotte che terminano a Jishuitan.

Per il servizio dell'anello interno, la prima corsa da Jianguomen parte alle 5:20 mentre l'ultimo treno che esegue il percorso completo è alle 22:35. Per le tratte ridotte, l'ultimo treno con destinazione finale Xizhimen è previsto alle 23:20.
Riguardo l'anello esterno, la prima corsa è alle 5:16 mentre l'ultimo treno che esegue il percorso completo è previsto alle 22:37. L'ultima corsa ridotta fino a Jishuitan parte da Jianguomen alle 23:22.

## Interscambi
- Fermata autobus